# Ocnița (Republik Moldau)
Ocnița ist eine Stadt im Norden der Republik Moldau an der Grenze zur Ukraine mit etwa 9300 Einwohnern (Stand 2004). Sie ist die Hauptstadt des Rajons Ocnița.

## Söhne und Töchter der Stadt
- Aurelia Wyleżyńska (1881 oder  1889[2]–1944), polnische Schriftstellerin und Journalistin
- Vasile Belous (1988–2021), Boxer im Weltergewicht und Olympiateilnehmer